# San Nicolás de los Arroyos
San Nicolás de los Arroyos je město nacházející se v provincii Buenos Aires v Argentině. Leží na břehu řeky Paraná na severním okraji provincie Buenos Aires zhruba 230 kilometrů od města Buenos Aires. Při sčítání lidu v roce 2010 mělo město 133 602 obyvatel (bez předměstí). Město bylo založeno v roce 1748. Své jméno dostalo po Svatém Mikuláši z Bari, svém patronovi.